# Витјаз
Витјаз (слч. Víťaz) насељено је мјесто са административним статусом сеоске општине (слч. obec) у округу Прешов, у Прешовском крају, Словачка Република.

## Становништво
| Година:    | 1994. | 2004.   | 2014.   | 2024.   |
| ---------- | ----- | ------- | ------- | ------- |
| Број људи: | 1768  | 1937    | 2056    | 2040    |
| Разлика:   |       | +9,55 % | +6,14 % | -0,77 % |

| Година:    | 2023. | 2024.   |
| ---------- | ----- | ------- |
| Број људи: | 2018  | 2040    |
| Разлика:   |       | +1,09 % |

Према подацима о броју становника из 2024. године насеље је имало 2040 становника.